# Sebastian von Rotenhan (Ritter)

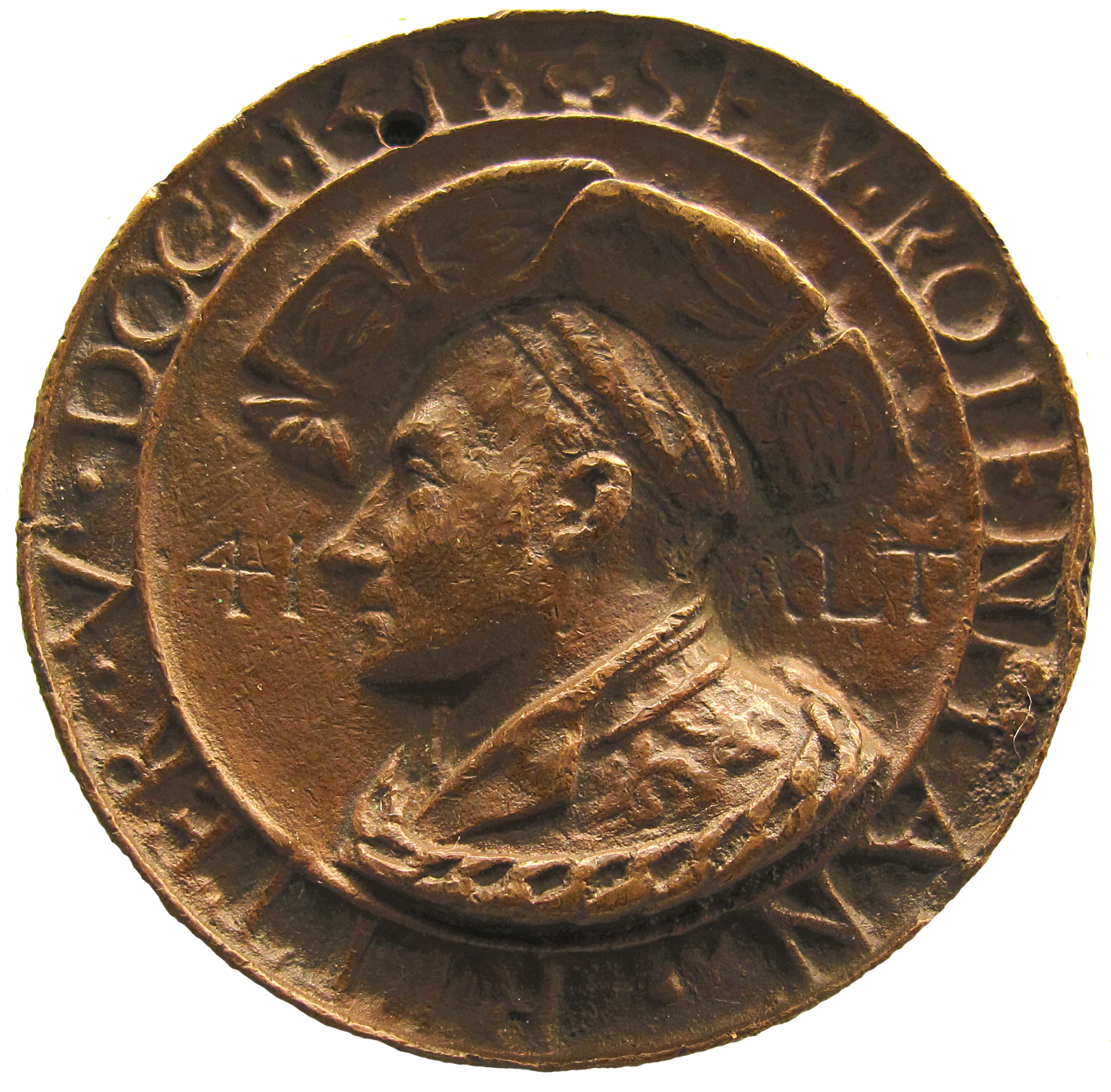
Medaille mit Bildnis Sebastians von Rotenhan, gefertigt von Hans Schwarz

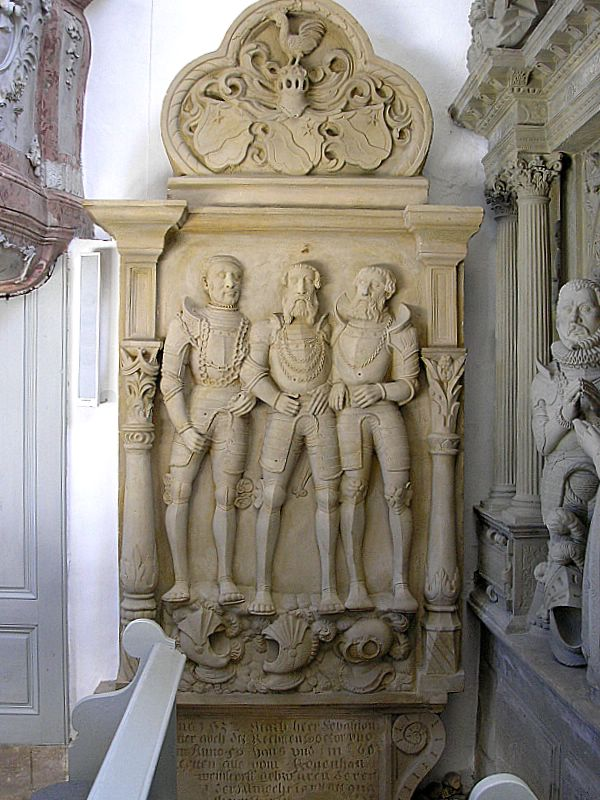
Das Drei-Brüder-Grabmal mit von links nach rechts: Sebastian, Hans und Martin von Rotenhan in der Pfarrkirche Heilige Dreifaltigkeit in Rentweinsdorf

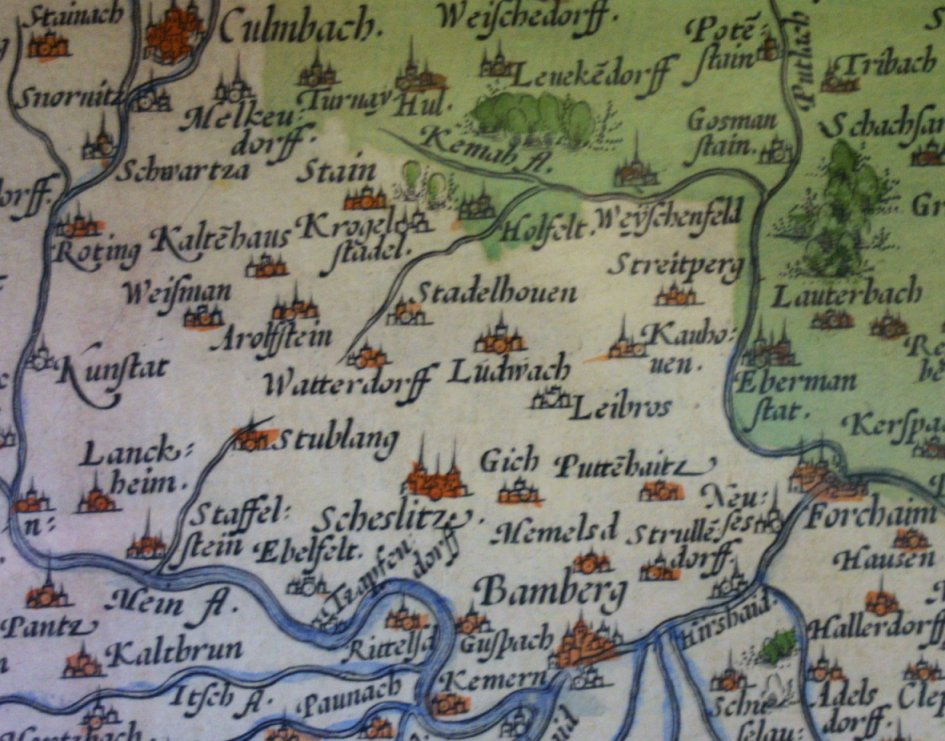
Kartenausschnitt einer der von Rotenhan gefertigten Karten

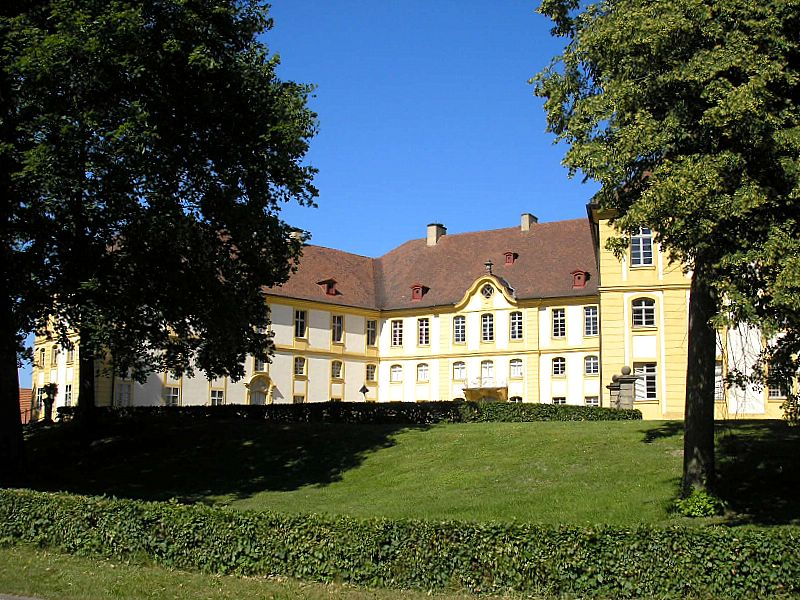
Heutige Ansicht von Schloss Rentweinsdorf, Nachfolgebau der vorausgehenden Burg

Sebastian von Rotenhan (* um 1478 in Rentweinsdorf in Unterfranken; † 1534 ebenda) war ein deutscher Ritter, Kartograf und Humanist.

## Familienkontext
Die Familie von Rotenhan gehörte der fränkischen Reichsritterschaft an und stand auch in engen Beziehungen zu den Hochstiften Würzburg und Bamberg. Sein Vater Mathäus II. (auch Matthes) von Rotenhan wurde 1506 von einem von Schaumberg erstochen. Seine Mutter war Walburga, eine geborene Förtsch.

## Lebensdaten
Rotenhan studierte an den Universitäten Erfurt (1493) und Ingolstadt (1496) und von 1498 bis 1502 an der Universität von Bologna Rechtswissenschaften und wurde in Siena zum Doktor der Rechte promoviert. Durch Vermittlung des Würzburger Bischofs Lorenz von Bibra erlangte er anschließend seine erste Anstellung als Assessor am Reichskammergericht in Speyer. In der Zeit von 1512 bis 1515 unternahm er mehrere Reisen, unter anderem nach Palästina, wo er in den Ritterorden vom Heiligen Grab zu Jerusalem aufgenommen wurde. In seiner Zeit in Speyer bis 1519 soll auch die erste Landkarte seiner Heimat, die ihn berühmt gemacht hat, entstanden sein: Er zeichnete die Karte Das Francken Landt, die Peter Apian 1533 in Form eines Holzschnitts herausgab. 1519 trat er in die Dienste des Erzbischofs Albrecht von Mainz. Konfrontiert mit reformatorischem Gedankengut, schilderte ihn Wegele als einen von Reformen überzeugten Menschen, der aber – anders als der mit ihm befreundete und ebenfalls in Mainzer Diensten stehenden Ulrich von Hutten – aufgrund seiner konservativen Einstellungen nicht zu radikalen Folgerungen gekommen war. 1524 war er Mitglied im Reichsregiment des Fränkischen Reichskreises, wo er den Reformern angehörte.
Im Dienste des neuen Würzburger Bischofs Konrad II. von Thüngen wurde er zum Oberhofmeister befördert. Im Bauernkrieg oblag ihm die Verteidigung der belagerten Festung Marienberg, und er war am Ende des Aufstandes an der Niederschlagung und Bestrafung von Aufständischen beteiligt. Ein als Autograph überlieferter Bericht über die Belagerung des Würzburger Marienberges, den Rotenhan für seinen Studienfreund Christoph Scheurl verfasste, wurde 2014 bekannt gemacht. Lorenz Fries erwähnt nur, dass Rotenhan der Kommission angehörte, die über Entschädigungen des angerichteten Schadens zu befinden hatte.  Auch der Hessenkrieg beschäftigte ihn noch. Er hat sich bis zuletzt die Gunst des Kaisers Karl V. bewahrt – am Reichstag in Augsburg wurde er mit einem Dienst- und Schutzbrief nachdrücklich geehrt.

### Die Belagerung im Deutschen Bauernkrieg
Während des Deutschen Bauernkriegs kam es 1525 im Hochstift Würzburg zu flächendeckenden Aufständen des Gemeinen Mannes, an welchem sich auch einige Vertreter des (niederen) Adels beteiligten, beispielsweise Graf Georg von Wertheim. Der damals amtierende Fürstbischof von Würzburg, Konrad II. von Thüngen, hatte sich bereits am 6. Mai 1525 fluchtartig abgesetzt, als die aufständischen Bauern sich der Stadt näherten. (Die Bauern hatten schon seine Stammburg in Thüngen geplündert.) Die Stadt Würzburg schloss sich am 8. bzw. 9. Mai 1525 dem Aufstand an. Auf Seiten der Würzburger beteiligten sich vor allem die „Häcker“ (Arbeiter im Weinanbau) und die von Würzburger Bürgern aufgestellte „Sicherheitswacht“: „… die zwar anfangs viel Unfug verhinderte, dann aber selbst kräftig beim Plündern mitmachte.“ „Aber wol gedenncken, das der pauern uffruhr den meisten theil uss den steten khome …“ „Allein im Würzburgischen wurden 63 Burgen geschleift.“ Darüber hinaus wurden 31 Klöster im Hochstift Würzburg geplündert, darunter bspw. die Klöster Ober- und Unterzell sowie Himmelspforten. Heutige Schätzungen gehen von ca. 15.000 Belagerern aus. Der zeitgenössische Würzburger Stadtschreiber Martin Cronthal schätzte die Zahl der Angreifer auf 38.000. Zu den angreifenden Kommandeuren gehörten Florian Geyer und Götz von Berlichingen. Sebastian von Rotenhan hatte als Befehlshaber auf dem Marienberg 240 bis 250 wehrfähige Männer zur Verteidigung dieser letzten Burg im Hochstift unter seinem Kommando, die er in 18 Rotten aufteilte. Jede dieser Rotten musste 4 Mann als taktische Reserve stellen.
Die zu verteidigende Fläche maß ca. 45 m × 100 m, wobei die Längsseite sehr nahe an der Ost-West-Achse und die Breitseite auf der Nord-Süd-Achse lagen. Die heutige Bezeichnung „Festung“ ist für den damaligen Entwicklungsstand der Anlage wehrtechnisch nicht korrekt. Es handelte sich zu diesem Zeitpunkt vielmehr um eine „Burg“. Es war ein konzentrisches Fortifikationssystem, das auf einem Hügelrücken liegt und nach drei Seiten abfallende Hänge hat und nur von Westen aus mehr oder minder ebenerdig erreichbar ist. Mittig in der Fläche ist der heute noch stehende Bergfried mit einer Höhe von ca. 40 m, welcher von einer rechteckigen Ringmauer mit den obigen Maßen umgeben war, die zugleich auch die Schlossanlage war bzw. ist. Diese Ringmauer (= Schlossanlage). war wiederum von einer Zwingmauer mit dem ursprünglichen Namen „Wolfskeelscher Bering“ umgeben, später Scherenbergring genannt. (Jeweils nach den für Bauten verantwortlichen Fürstbischöfen Otto II. von Wolfskeel 1333–1345 und Rudolf II. von Scherenberg 1466–1495 benannt.) Der Scherenbergring war mit Rundtürmen auf Höhe der Waffentechnologie und bot sowohl gegen Beschuss durch schwere Waffen besseren Widerstand als veraltete eckige Türme und ermöglichte zugleich den Verteidigern, das davor liegende Gelände durch entsprechende Schießscharten zu bestreichen, ohne dass angreifende Truppen in toten Winkeln ungestört operieren konnten. Die geographische Schwachstelle (nach Westen) war durch das heute noch existente Scherenbergtor und einen davor liegenden Halsgraben geschützt.

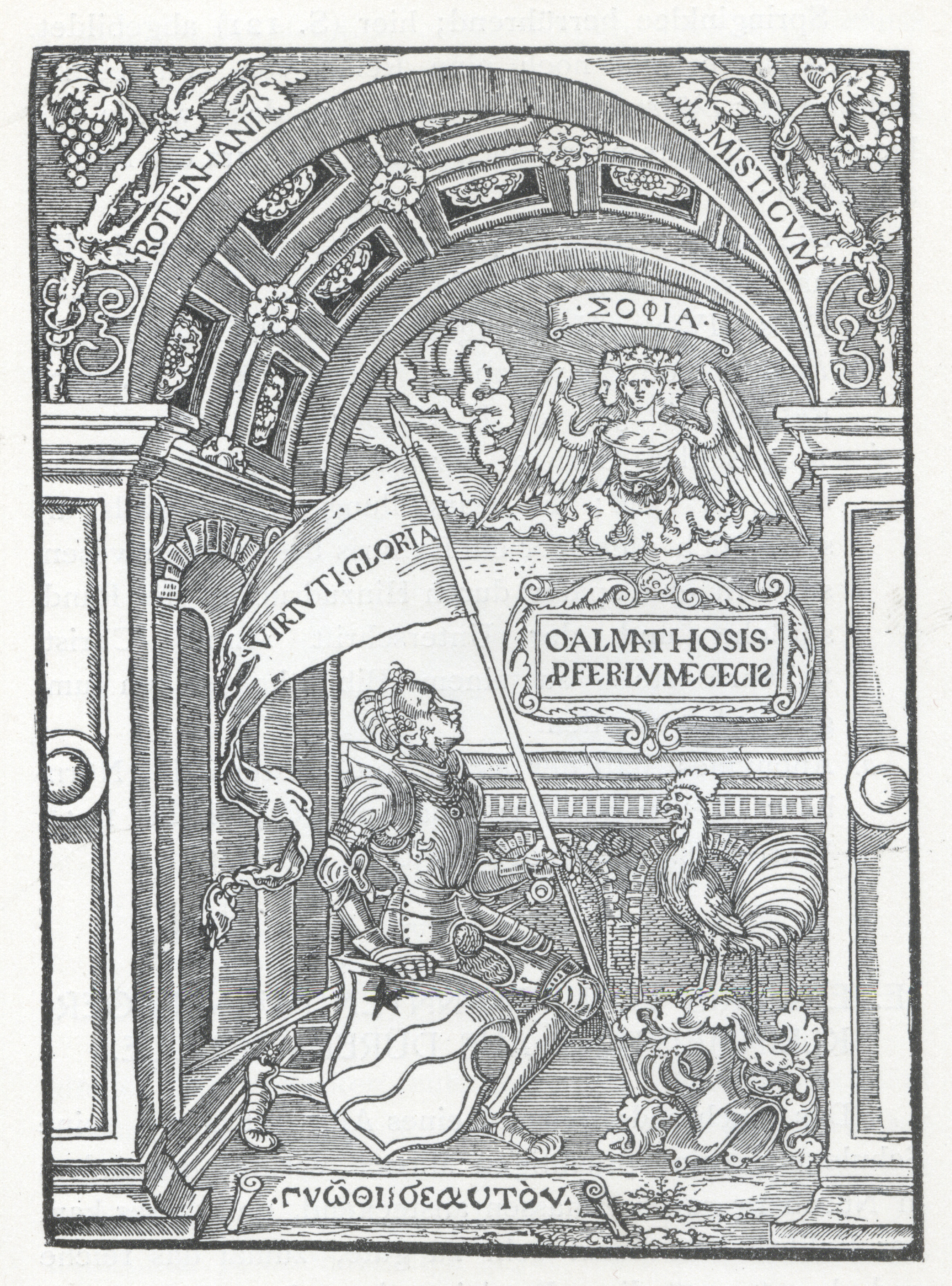
Exlibris von Sebastian von Rotenhan, Dürersche Schule (1518)

Der vorausschauende Kartograf Sebastian von Rotenhan hatte schon früh mit der Herstellung der Verteidigungsbereitschaft begonnen. Es ist überliefert, dass am 20. April 1525 der Bürgermeister und einige Ratsherren der Stadt Würzburg auf dem Marienberg vorstellig wurden, um sich über den Grund für diese Maßnahmen zu erkundigen. Sichtbares Element dieser Verteidigungsbereitschaft war vor allem die Abholzung der Hänge und eines heute nicht mehr vorhandenen Lustgartens im nordöstlichen Bereich des Geländes. Aus diesem Holz wurde ein Palisadenwall außerhalb des Scherenbergrings errichtet. Darüber hinaus wurden zusätzliche Schießscharten in Mauern und Türme gebrochen. Zu den nicht von außen sichtbaren Elementen dieser Verteidigungsbereitschaft zählte vor allem die Aufmunitionierung der Burg mit „Feuerwerk“ (Pech und Schwefel) und das Brechen von Verbindungsgängen innerhalb des Burggeländes, welches den Verteidigern zum späteren Zeitpunkt erlaubte, bei Alarm sehr viel schneller die zu verteidigenden Punkte der Burg zu erreichen bzw. mit zusätzlichen Kräften zu verstärken. (Vergleichbar mit modernen Fallschirmjägertaktiken bspw. bei der Belagerung von Bastogne im Dezember 1944.) Sebastian von Rotenhan ließ zu diesem Zweck auch in allen Himmelsrichtungen Alarmglocken anbringen. Weitere Maßnahmen waren die Umfunktionierungen der „Ratsstube“ (gen Norden) und des „Haferbodens“ (gen Osten) zu Geschützstellungen.
Die eigentliche Belagerung begann mit Truppenbewegungen am 13. Mai 1525: Zunächst wurde das Festungsgelände eingeschlossen. Im Norden, dem Mainviertel aus Richtung Zell kommend, lagerten die Karlstädter Bauern, welche später vom Odenwälder Haufen verstärkt wurden. Im Westen, in Höchberg, lagerte seit dem 7. Mai der Odenwälder (Lichte) Haufen. Im Süden der Schwarze Haufen, die Truppen von Florian Geyer, aus Richtung Heidingsfeld und Eibelstadt kommend. Im Osten unterhalb des Marienbergs verläuft der Main, jenseits des Mains liegen Teile der Stadt Würzburg. Die Forderung der Übergabe der Festung und weitere Bedingungen (Annahme der Zwölf Artikel der Bauern; 100.000 Gulden; Schleifung der Anlage) wurden abgelehnt.
Am 14. Mai 1525 wurde um 4 Uhr morgens vom südlich gelegenen Nikolausberg das Feuer auf die Festung Marienberg eröffnet. Zusätzliche (städtische) Geschütze wurden südöstlich in der Nähe von St. Burkhard unterhalb der Festung errichtet. Der bäuerlichen Artillerie gelang es jedoch nur, den äußeren Palisadenzaun in Mitleidenschaft zu ziehen, weil die Schussdistanz (ca. 550 m) für die damals verwendeten Feldschlangen zu groß war. Das potentiell gefährliche „Rothenburger Geschütz“ wurde von den Bauern nicht rechtzeitig herbeigeschafft. Die Besatzung der Festung Marienberg ließ sich nicht provozieren und eröffnet stattdessen gegen 6 Uhr morgens das Feuer gegen die Mainbrücke, um diese Verbindungslinie zu stören. Weitere Ziele der Festungsartillerie waren das Deutsche Haus (Richtung Norden) und der Judenplatz (Richtung Osten / heute Marktplatz), um Menschenansammlungen in diesen Bereichen aufzulösen. Der Main konnte von den Bauern und den Städtern nur noch über einen hölzernen Ponton überquert werden, der in Reaktion auf den Beschuss unterhalb der Mainbrücke errichtet wurde.
Der Beschuss verursachte beträchtlichen materiellen Schaden in der Stadt und wurde zur psychischen Belastung. Die Bauern entschlossen sich am 15. Mai für einen nächtlichen Überraschungsangriff auf die wichtige Geschützstellung auf der Mainseite der Festung, um „zu versuchen, ob man die Schanzkorb gegen die Statt und die Buchsen dohinter herab möcht reissen“. Der Palisadenzaun fiel, aber die Verteidiger behaupteten sich mit Schusswaffen, Pech und Schwefel, Steinen und kochendem Wasser. Die meisten Kämpfe fanden wohl im nordöstlichen Teil („gein der Täle“ = Hohlweg von der Stadt beginnend im Bereich der Mainbrücke hoch zur Festung) der Wehranlage statt. Martin Cronthal berichtet jedoch auch von Toten im (Hals-)Graben, die „jemmerlich zerhauen und darin begraben wurden“, der nach Westen ausgerichtet ist. Bei der Masse der Angreifer liegt ohnehin nahe, dass um die ganze Wehranlage herum gekämpft wurde. Der Lärm des Kampfes war bis in die Stadt zu hören. Unter den Bürgern machte sich die Stimmung breit, dass man nicht zu lassen dürfe, dass die „christlichen Brüder“ so „jemmerlich“ zu Grunde gehen. Es traute sich jedoch niemand aus der Stadt den Angreifer beizustehen, weil die Nacht „stockfinster“ und das „Geschies so groß“ war.
Den Bauern gelang es bei einem zweiten Sturm für kurze Zeit Teile der Vorhofumfriedung (heute Echterscher Vorhof mit Pferdetränke) einzunehmen. Sie wurden jedoch schnell zurückgeworfen. Hierbei handelte es sich jedoch keineswegs um einen militärisch sensiblen Bereich, der auch nicht zum Kernbereich gehörte, sondern lediglich um eine Einfriedung für ein Kohlelager und Unterkünfte für 21 Handwerker und sonstige Arbeiter. Selbst wenn die Bauern die Position hätten halten können, wäre noch der Halsgraben, die Zwingmauer und die Ringmauer zu überwinden gewesen und das aus einer Position, die permanent unter Beschuss genommen und nur über lange und leicht störbare Nachschubwege erreicht werden konnte. Insgesamt fielen bei diesen Angriffen ca. 200 Bauern.
Die Bauern legten nach den fehlgeschlagenen Stürmen zwei Schanzen im Bereich der „Täle“ an, die jedoch kein Offensiv-Potential entwickeln konnten und nur unzureichend Schutz gegen die von Rotenhan angelegten Geschützstellungen im Osten („Haferboden“) und Norden („Ratsstube“) des Festungsgeländes boten. Zeitlich nicht genau feststellbar ist der schnell aufgegebene Versuch einiger Bauern im Bereich von St. Burkhard einen Tunnel in den Marienberg zu graben und diesen zu sprengen.
Am 18. Mai 1525 versuchten die Bauern erneut mit zusätzlichen Geschützen vom Nikolausberg aus die Festung sturmreif zu schießen. Dieses Mal erwiderte von Rotenhan das Feuer und bestrich die gegnerischen Stellungen mit einer solchen Intensität, dass deren Bedienungen soweit in Deckung gehen mussten, dass eine Fortsetzung des Duells für die Bauern nicht möglich war. Die Belagerung endete am 23. Mai mit dem Abzug der Neckartaler und Odenwälder Haufen und der anschließenden Fahnenflucht des Götz von Berlichingen am 28. Mai 1525 endgültig.
Die eigentliche Eskalation der Gewalt begann jedoch erst im Anschluss an die fehlgeschlagene Belagerung, als das Entsatzheer des Schwäbischen Bundes unter Führung des Bauernjörg in der Region eintraf. Am 2. Juni 1525 kam es bei Königshofen (ca. 30 km südsüdwestlich von Würzburg) zu einer Schlacht gegen ca. 7.000 Bauern, bei der ca. 6.000 Bauern fielen. Die enorme Ausfallquote von 85 % auf Seiten der Bauern ergab sich aus einem Zusammenspiel von Führungsschwäche und dem Aufbrechen der taktischen Disziplin. Die Bauern bewegten sich trotz einer günstigen räumlichen Ausgangsposition im Angesicht des Feindes planlos rückwärts und wurden von der feindlichen Kavallerie niedergemacht. Am 4. Juni 1525 wiederholten sich die Ereignisse von Königshofen bei Giebelstadt (ca. 15 km südlich von Würzburg). Hier wurde ein bäuerliches Heer von 4.000 bis 5.000 Mann aufgerieben.
siehe hierzu: Festung Marienberg im Bauernkrieg

## Grabmal in Rentweinsdorf
Die Grabinschrift seines Epitaphs in der Pfarrkirche Heilige Dreifaltigkeit in Rentweinsdorf lautet: Ano 1534 Starb herr Sebastian / Ritter avch der Rechtten Doctor vnd / Dan Anno * 59 * Hans vnd im *60 / Mertten alle vom Rottenhan (zv) Rentweinnstorff gebrv(de)ren deren / Selen der Almechtige Gott gnä/dig vnd * barmherzig Sei Amen.